# لويس إنريكي منديز
لويس إنريكي منديز هو مصارع هاوي كوبي، ولد في 16 نوفمبر 1973 في بينار ديل ريو في كوبا.

## وصلات خارجية
- لويس إنريكي منديز على موقع قاعدة بيانات المصارعة الدولية (الإنجليزية)
- لويس إنريكي منديز على موقع أوليمبيديا (الإنجليزية)